# Райчихінськ
Райчихінськ (рос. Райчихинск) — місто (з 1944) в Амурській області, Російська Федерація.

## Населення міста
| Рік  | Населення |
| ---- | --------- |
| 1959 | 27,5      |
| 1970 | 25,2      |
| 1989 | 27,9      |
| 2002 | 24,5      |
| 2009 | 22,6      |

## Економіка
В Райчихінську базується об’єднання по видобутку вугілля в Амурській області «Дальвостокуголь». Найбільшим підприємством міста є АТ "Амурське вугілля" (розрізи "Північно-Східний" і "Єрковецький", дільниця "Контактовий"). До початку своєї політичної кар'єри генеральним директором цієї філії холдингу був Олександр Олександрович Козлов.
| Росія | Це незавершена стаття з географії Росії. Ви можете допомогти проєкту, виправивши або дописавши її. |